# Station Lurgan
Station Lurgan is een spoorwegstation in Lurgan in het Noord-Ierse graafschap Armagh. Het station ligt aan de lijn Belfast - Newry. 